# Vetrișoaia
Vetrișoaia is een Roemeense gemeente in het district Vaslui.
Vetrișoaia telt 3440 inwoners.